# Fruitland Park
Fruitland Park é uma cidade localizada no estado americano da Flórida, no condado de Lake. Foi incorporada em 1927.

## Geografia
De acordo com o United States Census Bureau, a cidade tem uma área de 17,9 km², onde 15,5 km² estão cobertos por terra e 2,4 km² por água.

### Localidades na vizinhança
O diagrama seguinte representa as localidades num raio de 16 km ao redor de Fruitland Park.

## Demografia
Segundo o censo nacional de 2010, a sua população é de 4 078 habitantes e sua densidade populacional é de 262,86 hab/km². Possui 1 662 residências, que resulta em uma densidade de 107,13 residências/km².